# Howard Shore
Howard Shore, kanadski skladatelj, * 18. oktober 1946, Toronto, Ontario, Kanada.
V svoji karieri je ustvaril glasbeno podlago za več kot 40 filmov, najbolj znana je njegova podlaga za trilogijo Gospodar prstanov, za katero je prejel tri oskarje in tri nagrade Grammy. Nominiran je bil tudi za štiri zlate globuse, od katerih je prejel dva: leta 2003 in 2004.
Nedavno je ustvaril glasbo za filma Hobit: Nepričakovano potovanje in Hobit: Smaugova pušča.
Je stric skladatelja filmske glasbe Ryana Shorea.